# Amtliche Gemeindeverzeichnisse für Bayern
Die amtlichen Gemeindeverzeichnisse für Bayern wurden vom Königlich Bayerischen Statistischen Bureau bzw. vom Bayerischen Statistischen Landesamt herausgegeben.
Insgesamt wurden in dem Zeitraum von 1858 bis 1989 21 Gemeindeverzeichnisse veröffentlicht, die allesamt auf Volkszählungsergebnissen beruhen (1855, 1861, 1867, 1871, 1875, 1880, 1885, 1900, 1905, 1910, 1919, 1925, 1933, 1939, 1946, 1950, 1956, 1961, 1970 und 1987).

## Werkbeschreibung
Alle Werke haben einen systematischen Teil und einen alphabetischen Teil.
Der systematische Teil besteht aus drei Abschnitten:
Der erste Abschnitt enthält Statistiken zu den Regierungsbezirken. Sie werden in der Reihenfolge Oberbayern, Niederbayern, Pfalz, Oberpfalz, Oberfranken, Mittelfranken, Unterfranken, Schwaben behandelt. Es werden jeweils in alphabetischer Reihenfolge die Bezirksämter (ab 1939 Landkreis) aufgelistet mit Angaben zur Gebietsfläche, zur Zahl der darin enthaltenen Gemeinden und Ortschaften, zur Einwohnerzahl (insgesamt und nach Hauptwohnsitz) und Zahl der Haushaltungen (=Familien). Die Bevölkerungsangaben sind differenziert nach Geschlecht (männlich, weiblich), Zivilstand (ledig, verheiratet, verwitwet, geschieden), Konfession (katholisch, protestantisch, reformiert, griechisch-orthodox, mennonitisch, irwingianisch, anglikanisch, deutsch-katholisch, freireligiös, israelitisch, confessionslos, sonstige), Staatsangehörigkeit (Bayern, übriges Reich, Ausländer) und bundesangehörige aktive Militärpersonen.
Der zweite Abschnitt enthält Statistiken zu den Oberlandesgerichten und Landesgerichten.
Der dritte Abschnitt enthält Statistiken zu den Gemeinden, systematisch geordnet nach Regierungsbezirken (dieselbe Reihenfolge wie bei Teil 1), in denen zuerst die kreisfreien Städte aufgeführt werden, dann die Bezirksämter, die wiederum nach den jeweiligen Amtsgerichten aufgegliedert sind. Den Abschnitten zu den kreisfreien Städten und Bezirksämtern gehen Angaben zu den Verwaltungsorganen (Rentamt, Forstamt etc.) voran. Es folgt die alphabetische Auflistung der darin enthaltenen Gemeinden mit Angaben zu deren Typ (Gemeinde, Markt [M.], Stadt [St.]), zur Zahl der Ortsteile, zur Einwohnerzahl (insgesamt und nach Hauptwohnsitz) und zur Zahl der Haushaltungen (Wohngebäude). Die Bevölkerungsangaben sind ähnlich differenziert wie im ersten Teil, jedoch sind die Angaben zur Konfession eingeschränkt (katholisch, protestantisch, israelitisch, andere Confession).
Im alphabetischen Teil sind sämtliche Orte aufgelistet mit Angabe der Einwohnerzahl, der administrativen Zugehörigkeit (Bezirksamt bzw. Landkreis) und der Fundstelle im systematischen Teil.

## Ausgaben
Es werden alle Ausgaben angegeben, die derzeit in die Datenbanken eingepflegt wurden (Abruf: Karlsruher Virtueller Katalog 10. Dezember 2019).
1. Kgl. statistisches Bureau (Hrsg.): Verzeichniß der Gemeinden des Königreichs Bayern mit ihrer Bevölkerung im Dezember 1861. München 1863 (Digitalisat).
2. Kgl. statistisches Bureau (Hrsg.): Verzeichniß der Gemeinden des Königreichs Bayern nach dem Stande der Bevölkerung im Dezember 1867. XXI. Heft der Beiträge zur Statistik des Königreichs Bayern. Ackermann, München 1869 (Digitalisat 1 Digitalisat 2).
3. Statistisches Bureau (Hrsg.): Gemeinde-Verzeichniss für das Königreich Bayern. Hergestellt auf Grund der neuen Organisation der Regierungsbezirke, Bezirksämter und Gerichtsbezirke. Nachtrag zum Heft 36 der Beiträge zur Statistik Bayerns. München 1879 (Digitalisat 1 Digitalisat 2).
4. Statistisches Bureau (Hrsg.): Gemeinde-Verzeichniss für das Königreich Bayern. Ergebnisse der Volkszählung vom 1. Dezember 1880. Heft 45 der Beiträge zur Statistik Bayerns. München 1882 (Digitalisat 1 Digitalisat 2).Google Books: Volltext
5. Statistisches Bureau (Hrsg.): Gemeinde-Verzeichniss für das Königreich Bayern : Ergebnisse der Volkszählung vom 1. Dez. 1890. Heft 58 der Beiträge zur Statistik Bayerns. München 1892 (Digitalisat).Google Books: Volltext
6. Statistisches Bureau (Hrsg.): Gemeinde-Verzeichniss für das Königreich Bayern; bearb. auf Grund der Volkszählung vom 2. Dez. 1895; mit einem Berichte über die Ergebnisse der Volkszählung. Heft 61 der Beiträge zur Statistik Bayerns. J. Lindauer, München 1897 (Digitalisat).
7. Statistisches Bureau (Hrsg.): Gemeinde-Verzeichniss für das Königreich Bayern, bearbeitet auf Grund der Volkszählung vom 1. Dezember 1900. Heft 63 der Beiträge zur Statistik Bayerns. J. Lindauer, München 1902 (Digitalisat).
8. Statistisches Bureau (Hrsg.): Gemeinde-Verzeichnis für das Königreich Bayern Nach der Volkszählung vom 1. Dezember 1910 und dem Gebietsstand vom 1. Juli 1911. Heft 84 der Beiträge zur Statistik Bayerns. J. Lindauer, München 1911 (Digitalisat).
9. Bayerisches Statistisches Landesamt (Hrsg.): Gemeinde-Verzeichnis für den Freistaat Bayern nach der Volkszählung vom 16. Juni 1925 und dem Gebietsstand vom 1. Dezember 1925. Heft 110 der Beiträge zur Statistik Bayerns. J. Lindauer, München 1926, DNB 579930343 (Digitalisat).
10. Bayerisches Statistisches Landesamt (Hrsg.): Bayerisches Gemeindeverzeichnis. Nach der Volkszählung vom 16. Juni 1933. Gebietsstand 31. Dezember 1934. In: Sonderabdruck aus der Zeitschrift des Bayerischen Statistischen Landesamts, Jg. 66 Hefte 3,4 Seite 1*-106*. München 1934 (Digitalisat).
11. Bayerisches Statistisches Landesamt (Hrsg.): Amtliches Gemeindeverzeichnis für Bayern nach der Volkszählung und dem Gebietsstand vom 17. Mai 1939. Heft 127 der Beiträge zur Statistik Bayerns. J. Lindauer, München 1939, DNB 579930327 (Digitalisat).
12. Bayerisches Statistisches Landesamt (Hrsg.): Amtliches Gemeindeverzeichnis für Bayern : Ortsanwesende Bevölkerung nach d. Volkszählung vom 29. Okt. 1946. Heft 140 der Beiträge zur Statistik Bayerns. Beckstein, München 1946, DNB 451478118 (Digitalisat).
13. Bayerisches Statistisches Landesamt (Hrsg.): Gemeindeverzeichnis für Bayern : Wohnbevölkerung nach den vorläufigen, ungeprüften Ergebnissen der Volkszählung 1950. Heft 160 der Beiträge zur Statistik Bayerns. München 1950, DNB 451478533 (Digitalisat).
14. Bayerisches Statistisches Landesamt (Hrsg.): Amtliches Gemeindeverzeichnis für Bayern : Volkszählung am 13. September 1950. Heft 170 der Beiträge zur Statistik Bayerns. München 1951, DNB 451478142 (Digitalisat).
15. Bayerisches Statistisches Landesamt (Hrsg.): Historisches Gemeindeverzeichnis : Die Einwohnerzahlen der Gemeinden Bayerns in der Zeit von 1840 bis 1952. Heft 192 der Beiträge zur Statistik Bayerns. München 1953, DNB 451478568 (Digitalisat).
16. Bayerisches Statistisches Landesamt (Hrsg.): Amtliches Gemeindeverzeichnis für Bayern : Einwohnerzahlen am 25. Sept. 1956. (Ergebnisse d. Wohnungsstatistik 1956). Heft 200 der Beiträge zur Statistik Bayerns. München 1957, DNB 451478207 (Digitalisat).
17. Bayerisches Statistisches Landesamt (Hrsg.): Amtliches Gemeindeverzeichnis für Bayern : Volkszählung am 6. Juni 1961. Heft 240 der Beiträge zur Statistik Bayerns. München 1963, DNB 451478274 (Digitalisat).
18. Bayerisches Statistisches Landesamt (Hrsg.): Gemeinde-Verzeichnis für den Freistaat Bayern : Nach dem Gebietsstand der Volkszählung am 27. Mai 1970. Heft 312 der Beiträge zur Statistik Bayerns. München 1971, DNB 720270324 (Digitalisat).
19. Bayerisches Statistisches Landesamt (Hrsg.): Amtliches Gemeindeverzeichnis für Bayern : Mit Ergebnissen der Volkszählung am 25. Mai 1987 und den Einwohnerzahlen am 31. Dezember 1987 : Gebietsstand 31. Dezember 1987. Heft 440 der Beiträge zur Statistik Bayerns. München 1989, DNB 890702926 (Digitalisat).
20. Bayerisches Statistisches Landesamt (Hrsg.): Die Einwohnerzahlen der Gemeinden Bayerns und die Änderungen im Bestand und Gebiet von 1840 bis 1987. Heft 451 der Beiträge zur Statistik Bayerns. München 1991, DNB 920240593 (Digitalisat).

## Gemeindefreie Gebiete
Die Amtlichen Gemeindeverzeichnisse listen nicht die gemeindefreien Gebiete auf. Diese werden seit 1966 in eigenen Verzeichnissen nachgewiesen. Eine erste Aufstellung erfolgte zusammen mit den Gemeinden in der Verordnung über die Gebietseinteilung des Freistaates Bayern in Regierungsbezirke, kreisfreie Städte und Landkreise Vom 9. November 1956.